# Оолітовий вапняк
Оолітовий вапняк (рос. оолитовый известняк, икряной камень, англ. oolitic limestone, fish-rock; нім. Oolitkalk m) — вапняк, складений г.ч. кальцитовими оолітами. Присутність О.в. вказує на незначні глибини, в умовах яких утворювалася гірські породи. В О.в. бувають поховані рештки організмів.
Син. — ікряний камінь.